# جيمي تومسون
جيمي تومسون (بالإنجليزية: Jimmy Thompson)‏ (24 يناير 1899 بشاديوتين في المملكة المتحدة - 1 يناير 1961) هو لاعب كرة قدم بريطاني (وحمل سابقاً جنسية المملكة المتحدة لبريطانيا العظمى وأيرلندا) في مركز مهاجم داخلي. لعب مع أولدهام أثلتيك وبورت فايل وسويندون تاون ومانشستر سيتي ونادي بلاكبول ونادي كرو ألكساندرا وأشتون يونايتد ونادي ستاليبريدج سيلتيك وأكرينجتون ستانلي ‏ وAshton National F.C. ‏.